# Battra
Battra (バトラ Batora?) es un kaiju (monstruo gigante ficticio japonés) que aparece en la película Heisei de Godzilla, Godzilla vs. Mothra. Es el antagonista principal de la película. Igual que Mothra, Battra tiene forma larval y adulta.

## Nombre
El nombre de Battra probablemente proviene de la práctica japonesa de acortar dos palabras para hacer una, en este caso la combinación de las palabras del nombre "Battle Mothra" (Batoru Mosura), según se describe en el manual del videojuego Super Godzilla. También se dice que deriva de "Black Mothra" (según Godzilla vs. Mothra).

## Apariencia
Igual que Mothra, Battra tiene tanto forma de larva como de imago. Su forma de imago tiene un cuerpo predominantemente negro con alas muy grandes que tienen patrones de rojo, negro y amarillo. Tiene también cuernos amarillos en su cabeza, seis patas y ojos rojos con un brillo púrpura al disparar su rayo, así como una línea roja que se extiende por los lados de su cuerpo.
Su forma larval es mayormente negra pero con mucho amarillo y rojo oscuro por debajo. También tiene un cuerno gigante, similar al de Destoroyah, el cual es amarillo y brilla cuando usa su rayo, y dos colmillos en cada "mejilla". la forma larval de Battra también tiene patas más grandes y poderosas que la forma larval de Mothra, la cual tiene unas amarillas similares a cuernos. Igual que su forma de imago, sus ojos son rojos. La forma larval de Battra es también mucho más grande que la de Mothra, siendo casi tan grande como Godzilla mismo.

## Historia ficticia
Battra fue creada por la fuerza vital de la Tierra para defender al planeta de varias amenazas, como meteoritos y la destrucción del ambiente por parte de los humanos. Hace alrededor de 12 000 años había una avanzada civilización de humanos que vivían originalmente en armonía con la Tierra, pero cuando crearon un dispositivo para controlar el clima, ofendieron a la fuerza vital de la Tierra, la cual envió a Battra a destruir el artefacto. Desafortunadamente, Battra, como la encarnación física de la ira de la Tierra, continuó destruyendo más allá de su objetivo, y empezó a dañar a la Tierra misma. Mothra fue enviada para detener el ataque de Battra y restaurar el orden natural. En la feroz lucha entre Mothra y Battra, la civilización humana existente fue destruida en un diluvio tremendo.
Luego de la batalla, Battra descansó en el Océano Ártico, mientras Mothra se retiró a la isla Infante, acompañada por las gemelas Cosmos. Battra estaba destinada a despertar en 1999 para prevenir que un gran meteorito destruyera la Tierra. En vez de eso despertó cuando un meteorito más pequeño golpeó la Tierra en 1992, siete años antes. Sin ningún propósito asignado, las Cosmos manifestaron preocupación por lo que Battra podría hacer. Como se suponía, Battra desahogó de nuevo su furia sobre la civilización humana. La larva de Battra intentó atacar a la nueva encarnación recién eclosionada de Mothra, pero Godzilla, que también despertó por el impacto del meteorito, tomó su atención. Godzilla, como el epítome del desequilibrio ecológico y la destrucción de la Tierra por los humanos, se volvió el objetivo de Battra en vez de Mothra, la cual escapó mientras los otros dos peleaban. Godzilla y Battra lucharon en el fondo oceánico, hasta que provocaron una grieta que se abrió entre dos placas tectónicas. Ambos fueron tragados por la Tierra.
Battra emergió del mar luego, aparentemente sin daños por la lava, y comenzó a perseguir a Mothra y Godzilla. Luego de una feroz batalla aérea con Mothra, en la cual la última resultó herida, Battra atacó a Godzilla. Godzilla hirió severamente a Battra, y cuando estaba a punto de aniquilarla, Mothra interviene para salvarlo. Mothra entonces le dio a Battra un influjo de luz y energía centelleante. Luego de que Mothra y Battra se volvieran aliados, Godzilla ataca a la primera, pero el segundo interviene para rescatarla. Luego de una asombrosa conversación entre Mothra y Battra, los dos se unen para expulsar a Godzilla al océano, pero éste hiere y mata a Battra.
Mothra le prometió a Battra cuidar la Tierra en su lugar, y al final de la película se va de esta para cumplir la promesa.

## Videojuegos
Battra apareció en Super Godzilla para SNES, así como en Godzilla: Battle Legends. También apareció en Destroy All Monsters en uno de los ataques de Mothra. En Godzilla: Save the Earth Battra podía ser invocado para un power up particular, similar a lo que Mothra hacía en Godzilla: Destroy All Monsters Melee, y aparece como personaje jugable en el juego para Nintendo DS Godzilla Unleashed: Double Smash y en la versión de PS2 sólo en Godzilla: Unleashed.